# Hiroshi Fukushima
Hiroshi Fukushima (福嶋 洋 Fukushima Hiroshi?), född 14 juli 1982 i Aichi prefektur, är en japansk före detta fotbollsspelare.
Fukushima började sin karriär 2001 i Avispa Fukuoka. Efter Avispa Fukuoka spelade han för Rosso Kumamoto, V-Varen Nagasaki och Kamatamare Sanuki. Han avslutade karriären 2011.